# والیبال قهرمانی باشگاه‌های مردان جهان ۱۹۸۹
والیبال قهرمانی باشگاه‌های مردان جهان ۱۹۸۹ (انگلیسی: 1989 FIVB Volleyball Men's Club World Championship)
از ۶ تا ۱۰ دسامبر در شهر پارمای ایتالیا برگزار شد
| رتبه | تیم               |
| ---- | ----------------- |
| 1    | پارما             |
| 2    | زسکا مسکو         |
| 3    | پیرلی سانتو آندره |
| ۴    | بانسپا سائوپائولو |
| ۵    | نیپون             |
| ۶    | صفاقسی            |

| ۱۹۸۹ قهرمانی باشگاه‌های مردان جهان |
| --------------------------------- |
| پارما ۱مین عنوان                  |